# 大豆田永久子與三個前夫
《大豆田永久子與三個前夫》是日本關西電視台於2021年4月13日起在火九時段播出的連續劇，由松隆子主演。脚本家坂元裕二作品。
台灣由friDay影音自4月14日起每週三獨家跟播。

## 劇情大綱
第1集至第6集
建築公司「白熊房屋」的社長大豆田永久子有過三次的離婚紀錄，她與女兒大豆田唄一起生活。在永久子的母親過世後，永久子為了解開某任前夫幫她設定的電子信箱密碼，她聯絡這三名前夫。儘管有過三次離婚紀錄，永久子仍不放棄尋找自己的幸福，而三位前夫也都邂逅了其他女性，不過並未與她們發展成戀愛關係。
第三任前夫是擔任白熊房屋顧問律師的中村慎森。慎森在與永久子結婚時正準備律師考試，因屢試不第而遭街坊閒話，便負氣離家；之後慎森在街頭遇見因為遭解雇而無家可歸的小谷翼，本想協助她提起告訴，但卻發現她在說謊。翼的真實身分是慎森長住的商務旅館的房務員，為慎森清掃房間兩年並因此愛慕他，因為從未被他注意過，翼便主動接近他。
第二任前夫是攝影師佐藤鹿太郎。原為三流狗仔的佐藤在潛入舞蹈教室偷拍與永久子相遇，雖然起初說了一堆大話，但也促使他努力成為時尚攝影師，後來他因為沒辦法幫永久子止住打嗝而離婚；之後佐藤因為工作而認識名演員美憐，他以為美憐只是將自己視為應付媒體的擋箭牌，卻沒想到她愛上自己。
首任前夫是餐廳老闆及唄的生父田中八作，他在與永久子結婚時仍有單戀的對象，永久子也因此與他離婚；田中與朋友持田合資開設餐廳，該餐廳也是前夫們聚會的地點。田中的好友俊朗經常和他女友早良到餐廳作客，早良對田中一見鍾情並積極示愛，不過田中回絕了她。永久子從某次談話中，推斷出田中單戀的對象是自己三十多年的好友惠愛。
將與白熊房屋合作的企劃公司社長門古有過三次離婚紀錄，他在得知永久子的過去後便提出交往，但他十分瞧不起離過婚的女性，永久子因此與他談判破局，同日惠愛因故過世。
第7集至第10集
一年後，升上高中的唄搬去外公家住，外資企業麥迪遜公司企圖併購白熊房屋，由於雙方理念差距極大，會議不歡而散。某日永久子在公園認識了神祕男子小鳥遊大史，讓永久子得以傾吐自己對惠愛的思念，然而此人卻是麥迪遜的法務部經理，次日，白熊房屋51%股權被賣給麥迪遜，而支持併購的員工松林加入董事會。
儘管永久子和小鳥遊在公事上針鋒相對，但兩人私下卻漸生情愫，在與永久子談論感情問題的過程中，小鳥遊喜歡上她並向她求婚，雖然小鳥遊提出很好的條件，但永久子並未答應，她認為這些要自己爭取。麥迪遜公司涉嫌非法證券交易而遭地檢署調查，併購因此取消，而與松林冰釋前嫌的永久子也開始重用她。
唄放棄了醫生夢，而是選擇釣金龜婿的現實手段，改為與想考醫科的西園寺交往，因此與母親爭執、也和西園寺分手。永久子找到亡母已婚後寫給情人國村真但沒能寄出的情書，查訪之下發現對方是女性，在了解母親選擇家人的原因後，永久子對此釋懷，而唄也重拾醫生夢。
永久子與初戀情人甘勝岳人重逢，不過兩人之間僅止於友情。回到家後，永久子與三位前夫開了家庭派對，永久子與三位前夫的感情與戀愛有別，而是互相喜歡，他們也互相傳遞了這樣的心意。故事最後以永久子的日常生活告終。

## 登場人物

### 主要人物
- 大豆田永久子：松隆子（香港配音：黃鳳兒）

建築公司「白熊房屋」的新社長。
- 田中八作：松田龍平（香港配音：袁德基）

永久子的第一任前夫，餐廳老闆，與永久子育有一名女兒。
- 佐藤鹿太郎：角田晃广（東京03）（香港配音：何偉誠）

永久子的第二任前夫，時尚攝影師。
- 中村慎森：岡田將生（香港配音：梁皓翔）

永久子的第三任前夫，精英律師。

### 永久子相關人物
- 綿來惠愛：市川實日子（香港配音：姜嘉蕾）

永久子的好友。
- 大豆田唄：豐嶋花（香港配音：楊樂瑤）

永久子和八作的女兒。
- 大豆田旺介：岩松了（香港配音：陳力航）

永久子的父親，前參議院議員，目前失業中。
- 大豆田幾子：石村みか（香港配音：植婉雯）

旺介的再婚對象。
- 小鳥遊大史：小田切讓 （第六話～）（香港配音：楊耀泰）

永久子的心動對象，也是外資公司派來收購談判的角色。

### 八作相關人物
- 三屋早良：石橋靜河（香港配音：陳子瑩）

八作好友的女友。
- 持田潤平：長岡亮介（香港配音：楊耀泰）

八作的好友兼餐廳合夥人。
- 出口俊朗：岡田義德（香港配音：陳力航）

八作的好友、早良的男友。

### 鹿太郎相關人物
- 古木美怜：瀧内公美（香港配音：王夢華）

女演員。

### 慎森相關人物
- 小谷翼：石橋菜津美（香港配音：植婉雯）

慎森在公園遇到的女性。

### 「白熊房屋」相關人物
- 松林凱倫：高橋瑪莉潤（香港配音：石梓晴）

「白熊房屋」營業部負責人，永久子的部下。
- 六坊仁：近藤芳正（香港配音：楊耀泰）

「白熊房屋」的重要人物。
- 三上賴知：弓削智久（香港配音：郭浩勤）

設計部門。
- 城久間悠介：平埜生成（香港配音：簡懷甄）

施工部門，前社長的兒子。
- 大壺羽根子：穂志もえか（香港配音：植婉雯）

經理部門。
- 黑部良：楽駆（香港配音：陳力航）

新人。
- 城久間幹生：佐藤旭（香港配音：袁德基）

白熊房屋的前社長。
- 吉倉優奈：福岡南（香港配音：陳子瑩）

職員。

### 客串人物
- 大豆田月子：廣澤草 （第一、九、十話）（香港配音：王夢華）

永久子的母親、大豆田旺介的前妻。
- 健正：齋藤工（第一話）（香港配音：簡懷甄）

永久子在港口邂逅的船長。
- 服務生：冨田佳輔 （第一話）（香港配音：袁德基）

永久子和健正約會地點的餐廳的服務生。
- 佳純：岩井七世（第一話）（香港配音：王綺婷）

八作的女性友人。
- 保齡球場的客人：KID FRESINO（第一話）（香港配音：袁德基）

- 丸田高人：小泉光咲（第一、七話）（香港配音：簡懷甄）

麵包店員工。
- 蛯原太陽：川久保拓司 （第二話）（香港配音：黃榮璋）

室內設計師。
- 研發壽喜燒專用雞蛋的社長：岩谷健司（第二話）（香港配音：簡懷甄）

- 刑警：松本亮（第二話）（香港配音：郭浩勤）

- 仲島登火：神尾楓珠 （第三話）（香港配音：鄧燦陽）

新人建築師。
- 切腹大叔：板垣雄亮 （第三話）（香港配音：郭浩勤）

永久子晨運的同伴。
- 五条廣務：濱田信也 （第四話）（香港配音：杜景煜）

指揮家、永久子的鄰居、對惠愛有好感。
- 咖啡店店員：大原梓 （第四話）（香港配音：石梓晴）

- 史郎：廣末哲萬 （第四、六話）（香港配音：簡懷甄）

惠愛的堂親。
- 杏子：並木愛枝（第四、六話）（香港配音：楊樂瑤）

惠愛的堂親妻子。
- 門谷：谷中敦 （第五話）（香港配音：李家傑）

「比蓋特」企劃公司社長，和永久子一樣有離婚三次的經驗。
- 按摩師：須田晶紀子 （第五話）（香港配音：王綺婷）

- 若木：川口覚 （第八、九話）（香港配音：郭浩勤）

外資公司派來收購的人。
- 萬田：持田将史 （第九話）（香港配音：簡懷甄）

慎森的前輩。
- 甘勝岳人：竹財輝之助（第十話）（香港配音：周倚天）

永久子的初戀。
- 高田：藏內秀樹（第十話）（香港配音：郭浩勤）

永久子與唄遇到的老伯。
- 國村真：風吹純（第十話）（香港配音：姜嘉蕾）

月子的舊識。

## 製作人員
- 編劇：坂元裕二
- 音樂：坂東祐大
- 製作人：佐野亞裕美
- 導演：中江和仁、池田千尋、瀧悠輔
- 製作協力：KAZUMO
- 製作著作：關西電視台

## 播出日程
- 收視率最高值以紅色表示，收視率最低值以藍色表示。

| 章                                                                        | 集數   | 播出日期 | 標題 | 導演     | 收視率 | 備註       |
| ------------------------------------------------------------------------- | ------ | -------- | ---- | -------- | ------ | ---------- |
| 第1章                                                                     | 第1話  | 4月13日  |      | 中江和仁 | 7.6%   | 加長15分鐘 |
| 第1章                                                                     | 第2話  | 4月20日  |      | 中江和仁 | 6.7%   |            |
| 第1章                                                                     | 第3話  | 4月27日  |      | 池田千尋 | 5.7%   |            |
| 第1章                                                                     | 第4話  | 5月4日   |      | 池田千尋 | 6.0%   |            |
| 第1章                                                                     | 第5話  | 5月11日  |      | 瀧悠輔   | 6.2%   |            |
| 第1章                                                                     | 第6話  | 5月18日  |      | 中江和仁 | 5.5%   |            |
| 第2章                                                                     | 第7話  | 5月25日  |      | 池田千尋 | 5.8%   |            |
| 第2章                                                                     | 第8話  | 6月1日   |      | 中江和仁 | 5.8%   |            |
| 第2章                                                                     | 第9話  | 6月8日   |      | 瀧悠輔   | 6.2%   |            |
| 第2章                                                                     | 第10話 | 6月15日  |      | 中江和仁 | 5.7%   |            |
| 平均視聴率 6.1%（收視率由Video Research調查關東地區、家戶的即時統計資料） |        |          |      |          |        |            |

## 所獲獎項
| 名稱               | 獎項           | 得獎者                                | 結果 |
| ------------------ | -------------- | ------------------------------------- | ---- |
| 2021東京國際戲劇節 | 作品賞         | 大豆田永久子與三個前夫                | 提名 |
| 2021東京國際戲劇節 | 編劇賞         | 坂元裕二                              | 獲獎 |
| 2021東京國際戲劇節 | 主題曲賞       | Presence ／STUTS & 松隆子 with 3exes  | 獲獎 |
| 第108回日劇學院賞  | 最佳作品       | 大豆田永久子與三個前夫                | 提名 |
| 第108回日劇學院賞  | 最佳導演       | 中江和仁、池田千尋、瀧悠輔            | 獲獎 |
| 第108回日劇學院賞  | 最佳劇本       | 坂元裕二                              | 獲獎 |
| 第108回日劇學院賞  | 最佳女主角     | 松隆子                                | 獲獎 |
| 第108回日劇學院賞  | 最佳男配角     | 岡田將生                              | 提名 |
| 第108回日劇學院賞  | 最佳女配角     | 市川實日子                            | 提名 |
| 第108回日劇學院賞  | 最佳電視劇歌曲 | 《Presence》STUTS & 松隆子 with 3exes | 獲獎 |
| 第108回日劇學院賞  | 特別獎         | 伊藤沙莉                              | 獲獎 |

## 外部連結
- 官方网站（日語）
- 大豆田永久子與三個前夫的X（前Twitter）（日語）
- 大豆田永久子與三個前夫的Instagram帳戶
- 大豆田永久子Closet的Instagram帳戶

| 日本 關西電視台 週二晚間九點連續劇                      | 日本 關西電視台 週二晚間九點連續劇                      | 日本 關西電視台 週二晚間九點連續劇 |
| ------------------------------------------------------- | ------------------------------------------------------- | ---------------------------------- |
|                                                         | 大豆田永久子與三個前夫 （2021年4月13日－2021年6月15日） |                                    |
| 青之SP―學校內警察・嶋田隆平― （2021年1月12日－3月16日） | 她很漂亮 （2021年7月6日－9月14日）                      |                                    |